# Henry McKean
Pour les articles homonymes, voir McKean.
Henry Pratt McKean Jr, né le 14 décembre 1930 à Wenham, Massachusetts et mort le 20 avril 2024, est un mathématicien américain spécialisé dans les systèmes intégrables, les équations aux dérivées partielles, la physique mathématique et la théorie des probabilités.

## Carrière
McKean étudie au Dartmouth College (Bachelor en 1952), en 1952/53 à l'Université de Cambridge en Angleterre et à l'Université de Princeton, où obtient son doctorat en 1955 avec William Feller (Sample functions and stable processes). De 1955 à 1957, il est instructeur à Princeton, en 1957/58 professeur invité à l'université de Kyoto et à partir de 1958 au Massachusetts Institute of Technology (MIT), où il devient professeur. En 1963/64, il est professeur invité à l'université Rockefeller, de 1964 à 1966 professeur au MIT, de 1966 à 1970 à l'Université Rockefeller et à partir de 1970 au Courant Institute of Mathematical Sciences de New York, où il est directeur adjoint et président  du département de mathématiques de 1984 à 1988 et directeur de 1988 à 1992. En 1979/80, il  est professeur invité au Balliol College de l'université d'Oxford.

## Recherche
McKean travaille entre autres sur les processus stochastiques (mouvement brownien, processus de Markov, en partie avec Kiyoshi Itō), qu'il applique aussi très tôt aux stock-options, sur les modèles de la mécanique statistique (par exemple, il montre que la dualité du modèle bidimensionnel d'Ising est le résultat de la formule de sommation de Poisson) ; il publie des travaux sur l'équation de Boltzmann, et les systèmes intégrables comme l'équation de Hill (avec Pierre van Moerbeke, Eugene Trubowitz ), l'équation de Schrödinger non linéaire ou l'équation de Korteweg-de Vries et leur lien avec la géométrie algébrique. Avec Isadore M. Singer, il a également étudié la relation entre le spectre de l'opérateur de Laplace aux variétés et  leur courbure. Ce travail a eu une influence importante  en relation avec théorème de l'indice d'Atiyah-Singer.

## Distinctions
McKean est membre de l'Académie nationale des sciences et de l'Académie américaine des arts et des sciences (1964). En 2007, il a reçu le prix Leroy P. Steele pour l'ensemble de son œuvre. Ses manuels ont également été mis en valeur lors de la remise du prix. En 1978, il est conférencier invité au Congrès international des mathématiciens d'Helsinki (Algebraic curves of infinite genus arising in the theory of nonlinear waves). Il est membre de l' American Mathematical Society .
Parmi ses cinquante doctorants il y a Michael Arbib, Harry Dym, Daniel W. Stroock, Eugene Trubowitz, Luigi Chierchia (en), Pierre van Moerbeke et Victor Moll.

## Publications (sélection)
Livres
- Itō Kiyoshi et McKean, Henry Pratt jun., Diffusion processes and their sample paths, Springer-Verlag, 1965, xvii + 321 (zbMATH 0127.09503).
- McKean, Henry Pratt jun., Stochastic integrals, Academic Press, 1969, xiii + 140 (zbMATH 0191.46603).
- Dym, Harry et McKean, Henry Pratt jun., Fourier series and integrals, Academic Press, coll. « Probability and Mathematical Statistics » (no 14), 1972, x + 295 (zbMATH 0242.42001)[5].
- Dym, Harry et McKean, Henry Pratt jun., Gaussian processes, function theory, and the inverse spectral problem, Academic Press, coll. « Probability and Mathematical Statistics » (no 31), 1976, xi + 333 (zbMATH 0327.60029)[6].
- McKean, Henry Pratt jun. et Moll, Victor, Elliptic curves. Function theory, geometry, arithmetic, Cambridge University Press, 1997, xiii + 280 (zbMATH 0895.11002).
- McKean, Henry Pratt jun., Probability. The classical limit theoremsic, Cambridge University Press, 2014, xxi + 464 (ISBN 978-1-107-05321-2, zbMATH 1327.60012).

Certains de ces livres ont aussi fait l'objet de rééditions.
Articles
- McKean, Henry Pratt, « Elementary solutions for certain parabolic partial differential equations », Trans. Amer. Math. Soc., vol. 82, no 2,‎ 1956, p. 519–548 (DOI 10.1090/S0002-9947-1956-0087012-3 , MR 0087012)
- R. M. Blumenthal, R. K. Getoor et Henry Pratt McKean Jr., « Markov processes with identical hitting distributions », Bull. Amer. Math. Soc., vol. 68, no 4,‎ 1962, p. 372–374 (ISSN 0002-9904, DOI 10.1090/S0002-9904-1962-10813-1 )
- Levinson, N. et McKean, Henry Pratt, « Weighted trigonometrical approximation on {\displaystyle R^{1}} with application to the germ field of a stationary Gaussian process », Bull. Amer. Math. Soc., vol. 70,‎ 1964, p. 128–129 (DOI 10.1090/S0002-9904-1964-11049-1 )
- Henry Pratt McKean et Isadore M. Singer, « Curvature and the eigenvalues of the Laplacian », J. Differential Geom., vol. 1, nos 1–2,‎ 1967, p. 43–69 (ISSN 0273-0979, DOI 10.4310/jdg/1214427880 )
- McKean, H. P., « A simple model of the derivation of fluid mechanics from the Boltzmann equation », Bull. Amer. Math. Soc., vol. 75,‎ 1969, p. 1–10 (DOI 10.1090/S0002-9904-1969-12128-2 , MR 0235792)
- McKean, Henry Pratt et Trubowitz, E., « Hill's surfaces and their theta functions », Bull. Amer. Math. Soc., vol. 84, no 6,‎ 1978, p. 1042–1085 (DOI 10.1090/S0002-9904-1978-14542-X )
- Henry Pratt McKean et Victor Moll, « A threshold for a caricature of the nerve equation », Bull. Amer. Math. Soc., vol. 12, no 2,‎ 1985, p. 255–260 (ISSN 0273-0979, DOI 10.1090/S0273-0979-1985-15367-4 )